# David Willemsens

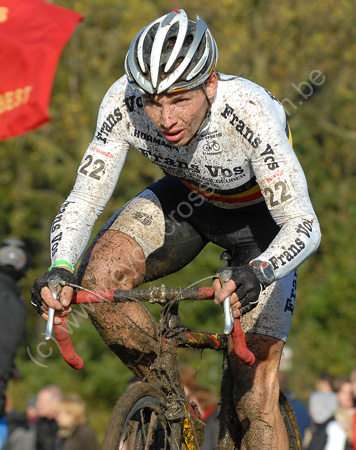
David Willemsens

David Willemsens (Westmalle, 15 januari 1975) is een Belgisch veldrijder.
Sinds 1 januari 2007 komt Willemsens uit voor Sunweb-ProJob, waar hij collega is van Sven Vanthourenhout, Tom Vannoppen, Jonathan Page en Jan Verstraeten.
In 1992 werd hij tweede op het Belgisch kampioenschap bij de nieuwelingen en in 1994 werd hij derde bij de junioren en in het jaar 1996 derde bij de belofte. In 1996 haalde hij ook zijn eerste internationale podium bij de beloften. In Frankrijk werd hij bij een cross in Montrevain derde en tweede werd hij in de BCCA International in Groot-Brittannië. In 1997 werd hij opnieuw derde bij de beloftes in het Belgisch kampioenschap. Hij haalde dat jaar zeven maal het podium. In 1998 behaalde hij zijn eerste zege, in Middelkerke. Weer wist hij het podium te halen bij de beloften op het Belgisch kampioenschap, hij was opnieuw derde. Hij haalde dat jaar verder nog drie andere podium plaatsen. In 1999 realiseerde hij een overwinning, in Huijbergen. In het Franse Lanarvily werd hij tweede en haalde derde plaatsen in onder meer Essen en Memorial Philippe Van Coningsloo. In 2000 volgde een overwinning in de cross van Zelzate.
Na enkele jaren verplichte rust wegens klierkoorts kwam hij in 2003 terug in competitie. Hij wordt onmiddellijk derde in Veldegem. Een jaar later, na een goede voorbereiding op de weg, behaalde hij enkele successen en werd Belgisch kampioenschap bij de elite zonder contract. Alsook wint hij in Oostende, Frenkendorf en Leicester.
Willemsens wordt in zowel 2005 als 2006 opnieuw Belgisch kampioenschap bij de elite zonder contract. In 2005 wint hij in Muhlenbach en wordt tweede in Dortmund-Hombruch nadat hij het jaar daarvoor al derde was geworden. Het jaar 2006 belooft opnieuw enkele mooie zeges voort te brengen, hij wint in Steinsel-Contern en opnieuw in Leicester.
Vanaf september 2007 wordt Willemsens profwielrenner bij zijn team Sunweb-Projob.

## Overwinningen
1998
- 1e in Middelkerke

1999
- 1e in Huijbergen

2000
- 1e in Zelzate

2004
- 1e in NK Cyclocross, elite zonder contract
- 1e in Oostende
- 1e in Frenkendorf
- 1e in Leicester

2005
- 1e in NK Cyclocross, elite zonder contract
- 1e in Muhlenbach

2006
- 1e in NK Cyclocross, elite zonder contract
- 1e in Steinsel-Contern
- 1e in Leicester

de Caluwe · Debusschere · Geluykens · Page · Schoonacker · Van Compernolle · Van Dael · Vannoppen · Vanthourenhout · Verstraeten · Willemsens